# 볼레
볼레(노르웨이어: bolle, 복수: boller 볼레르[*])는 노르웨이의 롤빵 또는 번이다.

## 사진

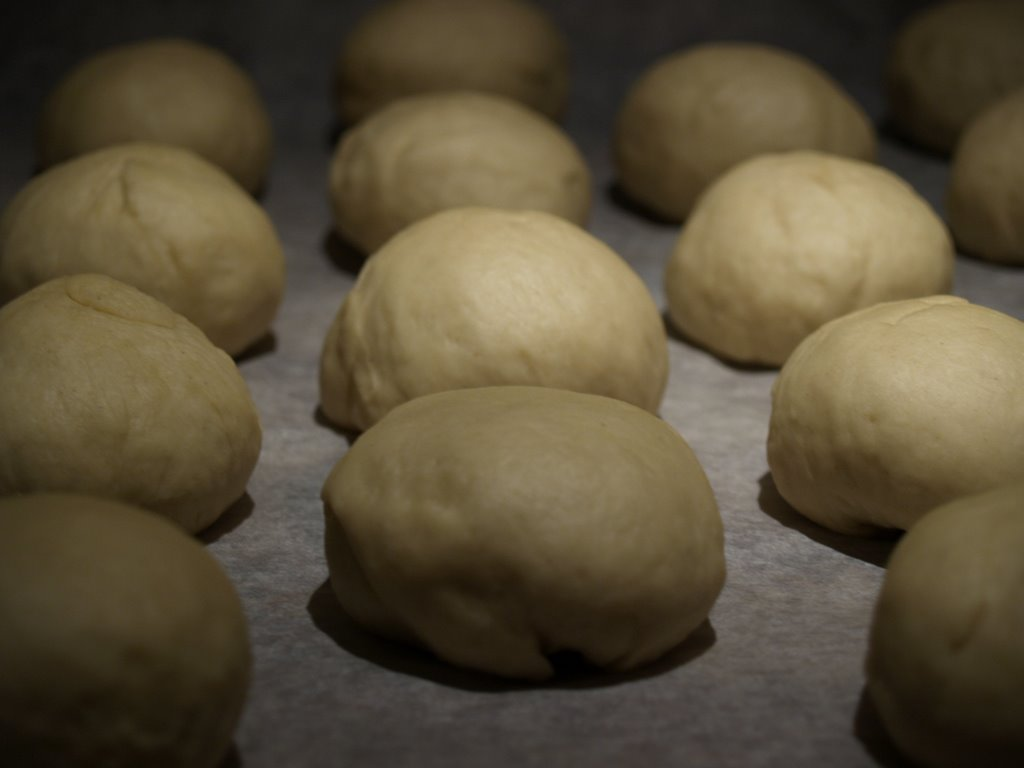
굽기 전의 볼레
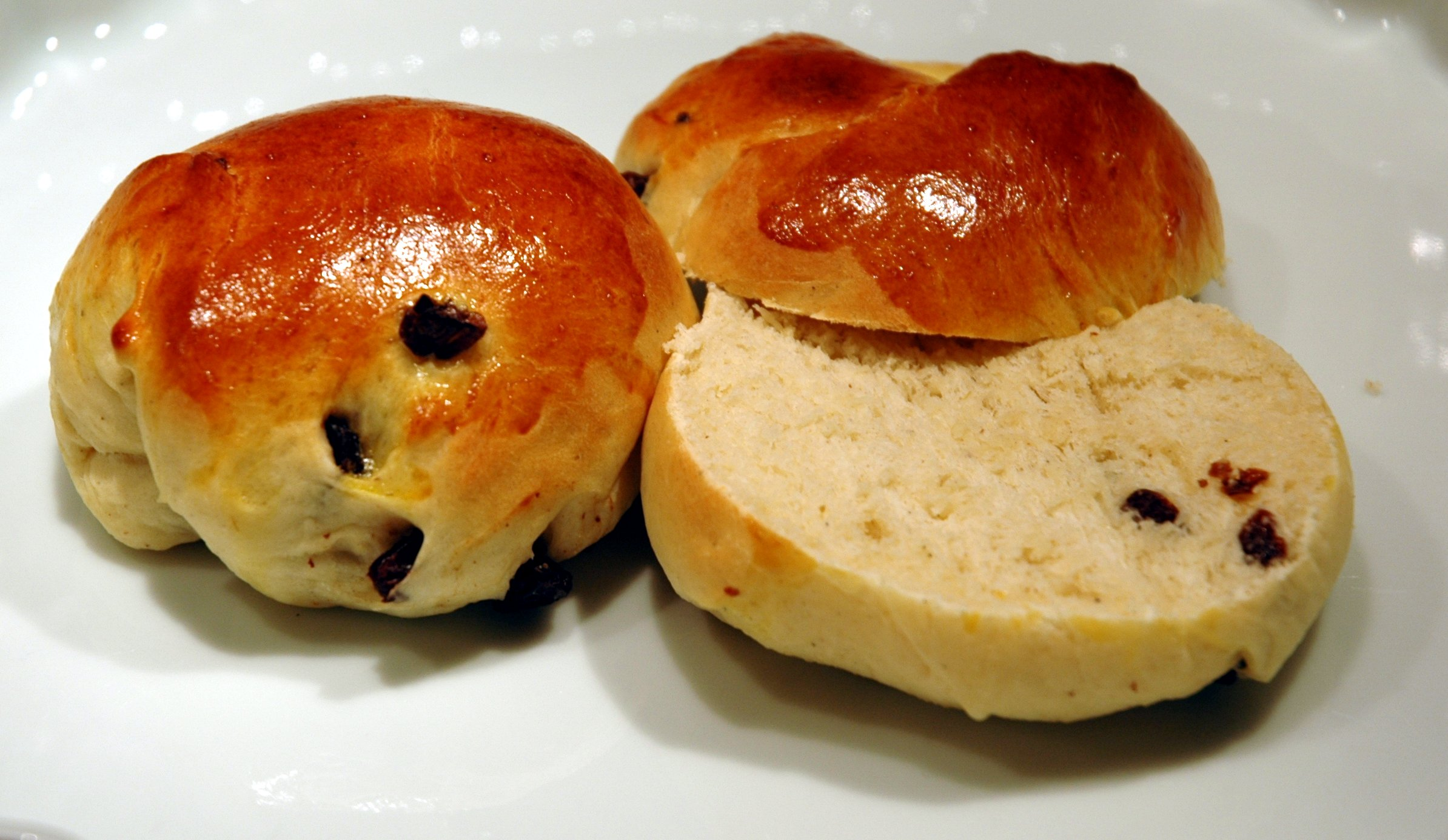
건포도를 넣어 만든 볼레
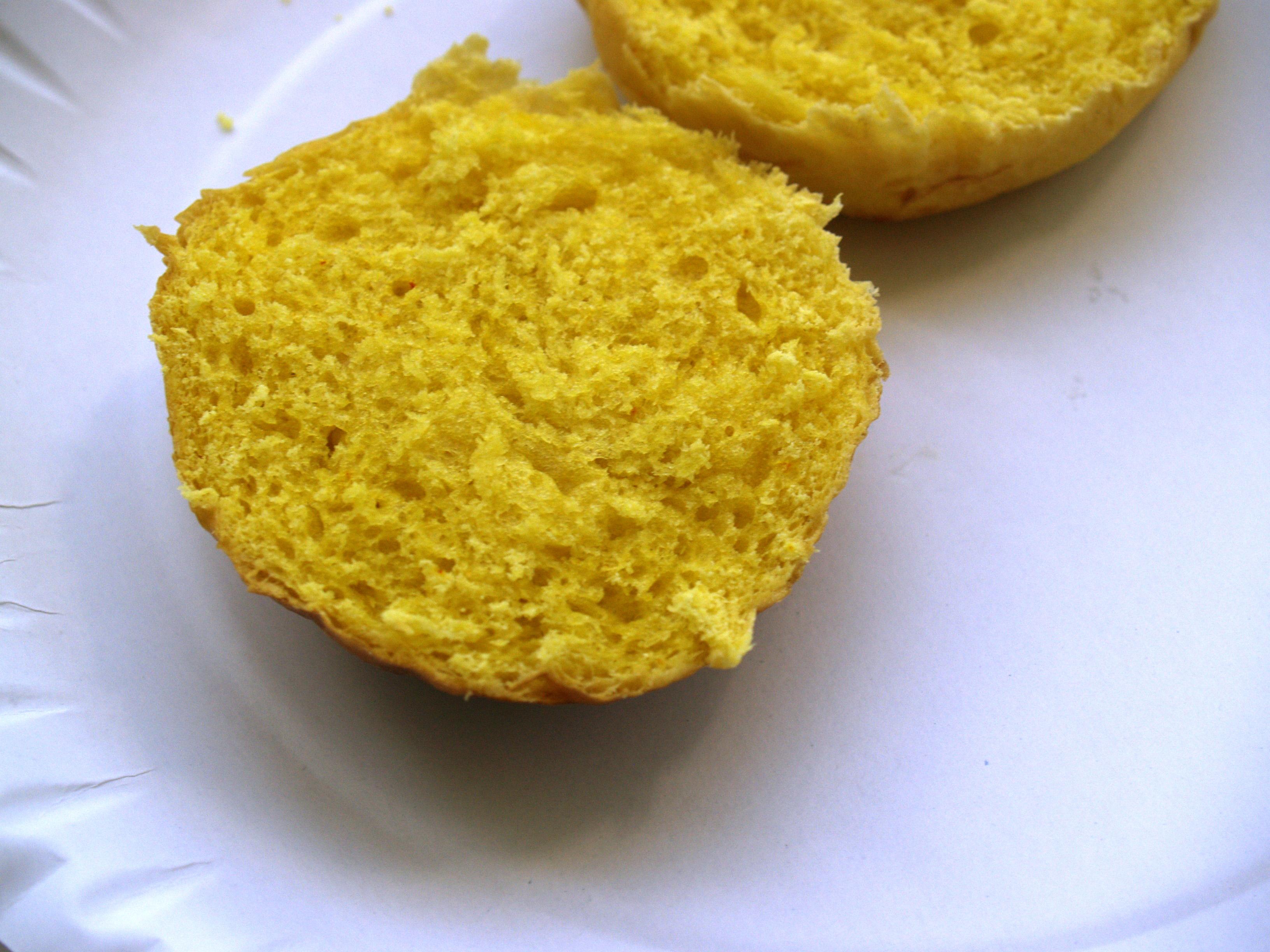
사프란 볼레 단면